# Vacarius
Vacarius (1120-1200?) est un expert italien du droit civil et du droit canonique catholique. C'est le premier enseignant connu du droit romain en Angleterre.

## Biographie
Vacarius aurait été formé à Bologne en Italie. Il a ensuite été amené à Canterbury, peut-être par Thomas Becket, dans le but de soutenir Thibaut du Bec, archevêque de Canterbury, qui débat contre Henri de Blois, évêque de Winchester. Thibaut gagne le duel en 1146. Vacarius apparaît ensuite à l'université d'Oxford en 1149, où il enseigne à des élèves fortunés et pauvres. À l'intention de ces derniers, il rédige un compendium en neuf volume du Codex Justinianus. Selon les rumeurs, cet ouvrage répondait à toutes les questions légales habituellement débattues dans les écoles ; par la force des choses, il s'est imposé dans les usages de l'université d'Oxford. Surnommé le Liber pauperum (livre du pauvre), il est à l'origine du surnom pauperistae désignant les étudiants en droit à Oxford. Des copies presque complètes du compendium se trouvent dans les bibliothèques des cathédrales de Worcester et Prague, ainsi que dans une bibliothèque de ville à Bruges. Des fragments sont conservés dans la bibliothèque bodléienne et dans plusieurs colleges d'Oxford,. 
Malgré sa popularité, le nouveau corpus légal a ses détracteurs. Le roi d'Angleterre Étienne de Blois, frère d'Henri de Blois, fait taire Vacarius tout en exigeant la destruction des livres de droit civil et droit canon importés d'Italie par Thibaut du Bec. À la mort d'Étienne  en 1154, l'édit royal a été ignoré et des indices laissent penser que l'étude du droit civil a repris à l'université d'Oxford,.
Les spécialistes ignorent si Vacarius a recommencé à enseigner à Oxford après cet épisode. L'année où Étienne de Blois est mort, le vieil ami de Vacarius, Roger de Pont L'Évêque, a été promu au poste d'archevêque de York. Roger a alors invité Vacarius à se rendre auprès de lui comme conseiller légal et juge ecclésiaste (son nom apparaît régulièrement dans les lettres papales et les chroniques de cette époque). En signe de remerciement, il a reçu une prébende. C'est en 1198 que son nom apparaît une dernière fois quand le prieur de Thurgarton et Vacarius reçoivent du pape Innocent III la commission de rédiger une lettre en faveur des croisades,.

## Œuvres
En plus de sa production légale, Vacarius a rédigé quelques manuscrits (probablement dans la seconde moitié de sa vie) : 
- Summa de assumpto homine
- Summa de matrimonio